# Fußball-Oberliga Baden-Württemberg 2016/17
Die Saison 2016/17 der Oberliga Baden-Württemberg war die 39. Spielzeit der Fußball-Oberliga Baden-Württemberg und die neunte als fünfthöchste Spielklasse in Deutschland.

## Auf- und Abstiegsregelung
- Aufstieg in die Regionalliga Südwest

Für den Aufstieg in die Regionalliga Südwest ist der Meister sportlich qualifiziert. Der Zweite kann sich in einer Relegation qualifizieren. Falls der Meister oder Vizemeister nicht aufstiegsberechtigt sein sollten, rücken nächstplatzierte Teams nach, wobei für den direkten Aufstieg mindestens der vierte, für die Relegation mindestens der fünfte Tabellenplatz erreicht werden muss.
- Abstieg in die Verbandsligen

Die letzten drei Klubs steigen in die Verbandsligen ab. Abhängig vom Abstieg aus der Regionalliga Südwest können bis zu sechs Klubs absteigen. Gibt es keine Regionalliga-Absteiger aus Baden-Württemberg und setzt sich gleichzeitig der Zweite in der Aufstiegsrelegation durch, verringert sich die Anzahl der Direktabsteiger auf zwei Mannschaften.

## Teilnehmer
Für die Spielzeit 2016/17 haben sich folgende Vereine sportlich qualifiziert:
- die Absteiger aus der Regionalliga Südwest 2015/16:
  - SpVgg Neckarelz
  - SV Spielberg
  - SC Freiburg II
  - Bahlinger SC
- die verbleibenden Mannschaften aus der Oberliga Baden-Württemberg 2015/16:
  - SV Sandhausen II
  - TSG Balingen
  - FSV 08 Bissingen
  - Karlsruher SC II
  - FV Ravensburg
  - FSV Hollenbach
  - 1. CfR Pforzheim
  - SV Oberachern
  - SSV Reutlingen 05
  - Stuttgarter Kickers II
- der Aufsteiger aus der Verbandsliga Baden 2015/16:
  - FC-Astoria Walldorf II
- der Aufsteiger aus der Verbandsliga Südbaden 2015/16:
  - Offenburger FV
- der Aufsteiger aus der Verbandsliga Württemberg 2015/16:
  - Neckarsulmer Sport-Union
- der Gewinner der Aufstiegsspiele der Vizemeister der Verbandsligen Baden, Südbaden und Württemberg:
  - SV Göppingen

## Tabelle
| Pl. | Verein                       | Sp. | S  | U  | N  | Tore    | Diff. | Punkte |
| --- | ---------------------------- | --- | -- | -- | -- | ------- | ----- | ------ |
| 1.  | SC Freiburg II U23 (A)       | 34  | 25 | 4  | 5  | 078:200 | +58   | 79     |
| 2.  | FSV 08 Bissingen             | 34  | 23 | 8  | 3  | 086:320 | +54   | 77     |
| 3.  | Neckarsulmer Sport-Union (N) | 34  | 19 | 4  | 11 | 061:450 | +16   | 61     |
| 4.  | TSG Balingen                 | 34  | 17 | 7  | 10 | 072:430 | +29   | 58     |
| 5.  | Bahlinger SC (A)             | 34  | 16 | 6  | 12 | 055:460 | +9    | 54     |
| 6.  | FV Ravensburg                | 34  | 13 | 12 | 9  | 064:490 | +15   | 51     |
| 7.  | SV Göppingen (N)             | 34  | 14 | 8  | 12 | 043:350 | +8    | 50     |
| 8.  | 1. CfR Pforzheim             | 34  | 13 | 10 | 11 | 054:500 | +4    | 49     |
| 9.  | SSV Reutlingen 05            | 34  | 13 | 8  | 13 | 064:560 | +8    | 47     |
| 10. | SV Spielberg (A)             | 34  | 13 | 7  | 14 | 064:630 | +1    | 46     |
| 11. | SV Sandhausen II U23         | 34  | 13 | 7  | 14 | 048:550 | −7    | 46     |
| 12. | Karlsruher SC II U23         | 34  | 13 | 6  | 15 | 059:500 | +9    | 45     |
| 13. | SV Oberachern                | 34  | 10 | 12 | 12 | 049:610 | −12   | 42     |
| 14. | Stuttgarter Kickers II 1     | 34  | 10 | 8  | 16 | 048:590 | −11   | 38     |
| 15. | FC-Astoria Walldorf II (N)   | 34  | 10 | 6  | 18 | 033:590 | −26   | 36     |
| 16. | FSV Hollenbach               | 34  | 9  | 8  | 17 | 045:690 | −24   | 35     |
| 17. | Offenburger FV (N)           | 34  | 8  | 7  | 19 | 045:680 | −23   | 31     |
| 18. | SpVgg Neckarelz (A)          | 34  | 2  | 2  | 30 | 023:131 | −108  | 08     |

| (A) | Absteiger aus der Regionalliga Südwest 2015/16 |
| (N) | Aufsteiger aus den Verbandsligen 2015/16       |

## Kreuztabelle
Die Kreuztabelle stellt die Ergebnisse aller Spiele dieser Saison dar. Die Heimmannschaft ist in der linken Spalte, die Gastmannschaft in der oberen Zeile aufgelistet.
| 2016/17                  | Bahlinger SC |     | SV Spielberg | SpVgg Neckarelz | FSV 08 Bissingen | Karlsruher SC II | 1. CfR Pforzheim | FSV Hollenbach | SV Oberachern | TSG Balingen | FV Ravensburg | SV Sandhausen II | SSV Reutlingen 05 | Stuttgarter Kickers II | FC-Astoria Walldorf II | Offenburger FV | Neckarsulmer Sport-Union | SV Göppingen |
| ------------------------ | ------------ | --- | ------------ | --------------- | ---------------- | ---------------- | ---------------- | -------------- | ------------- | ------------ | ------------- | ---------------- | ----------------- | ---------------------- | ---------------------- | -------------- | ------------------------ | ------------ |
| Bahlinger SC             |              | 0:0 | 3:2          | 6:1             | 0:1              | 1:0              | 2:1              | 4:2            | 2:2           | 0:3          | 2:1           | 2:2              | 2:1               | 3:4                    | 0:1                    | 3:1            | 0:3                      | 2:0          |
| SC Freiburg II           | 0:0          |     | 2:1          | 6:0             | 0:4              | 2:1              | 1:0              | 4:1            | 5:0           | 3:0          | 4:2           | 6:0              | 2:0               | 2:0                    | 2:0                    | 3:1            | 4:0                      | 2:0          |
| SV Spielberg             | 1:2          | 1:1 |              | 4:0             | 2:4              | 3:3              | 2:2              | 0:0            | 1:3           | 0:3          | 3:0 2         | 2:0              | 1:1               | 1:1                    | 4:2                    | 3:1            | 0:3                      | 2:4          |
| SpVgg Neckarelz          | 2:1          | 0:2 | 1:5          |                 | 2:4              | 1:0              | 0:2              | 3:3            | 1:2           | 0:3          | 0:3           | 0:5              | 0:5               | 2:3                    | 2:3                    | 1:2            | 0:3                      | 0:6          |
| FSV 08 Bissingen         | 2:1          | 3:0 | 2:2          | 4:1             |                  | 2:1              | 4:1              | 3:0            | 6:0           | 5:2          | 3:2           | 1:4              | 1:1               | 3:0                    | 6:1                    | 3:1            | 1:3                      | 0:0          |
| Karlsruher SC II         | 0:1          | 0:3 | 2:3          | 5:0             | 1:3              |                  | 6:0              | 2:1            | 2:4           | 4:2          | 1:1           | 0:0              | 2:0               | 1:1                    | 3:0                    | 3:2            | 0:1                      | 2:0          |
| 1. CfR Pforzheim         | 3:1          | 0:2 | 3:0          | 4:0             | 1:1              | 2:2              |                  | 3:0            | 4:2           | 1:0          | 1:1           | 3:1              | 1:1               | 4:0                    | 2:1                    | 0:0            | 2:1                      | 0:2          |
| FSV Hollenbach           | 2:5          | 0:3 | 2:1          | 4:1             | 0:2              | 1:3              | 2:2              |                | 3:3           | 0:3          | 3:2           | 2:0              | 2:3               | 3:2                    | 2:1                    | 1:1            | 2:1                      | 0:0          |
| SV Oberachern            | 0:2          | 0:3 | 2:1          | 1:1             | 1:2              | 0:2              | 2:2              | 1:1            |               | 0:0          | 2:2           | 2:1              | 1:3               | 1:1                    | 1:0                    | 3:0            | 3:1                      | 2:0          |
| TSG Balingen             | 1:3          | 2:0 | 3:1          | 10:1            | 0:5              | 5:1              | 1:0              | 3:1            | 1:1           |              | 3:2           | 1:1              | 1:1               | 0:1                    | 5:0                    | 5:1            | 3:4                      | 1:0          |
| FV Ravensburg            | 0:0          | 2:1 | 0:2          | 4:0             | 0:0              | 2:1              | 2:3              | 1:3            | 1:1           | 1:1          |               | 2:2              | 2:1               | 4:1                    | 1:1                    | 3:0            | 4:2                      | 0:0          |
| SV Sandhausen II         | 2:0          | 0:2 | 3:1          | 5:1             | 0:3              | 1:3              | 2:1              | 2:0            | 0:0           | 0:3          | 1:4           |                  | 0:3               | 1:0                    | 0:1                    | 2:1            | 1:1                      | 1:0          |
| SSV Reutlingen 05        | 0:2          | 0:3 | 3:5          | 5:0             | 1:3              | 1:4              | 4:2              | 1:3            | 2:0           | 3:0          | 1:3           | 4:2              |                   | 1:2                    | 2:0                    | 4:4            | 1:0                      | 4:0          |
| Stuttgarter Kickers II   | 4:5          | 0:3 | 3:0          | 6:1             | 0:0              | 1:1              | 3:0              | 1:0            | 3:2           | 1:4          | 1:1           | 0:1              | 1:1               |                        | 0:1                    | 0:2            | 1:2                      | 1:3          |
| FC-Astoria Walldorf II   | 1:0          | 0:2 | 1:3          | 2:0             | 1:1              | 0:2              | 0:0              | 3:0            | 1:1           | 0:0          | 1:3           | 2:4              | 1:1               | 2:1                    |                        | 1:2            | 3:1                      | 2:0          |
| Offenburger FV           | 0:0          | 0:4 | 1:2          | 4:1             | 1:3              | 2:1              | 2:1              | 1:1            | 2:4           | 0:2          | 3:4           | 1:0              | 0:1               | 2:2                    | 3:0                    |                | 2:2                      | 0:1          |
| Neckarsulmer Sport-Union | 2:0          | 1:0 | 2:3          | 4:0             | 1:0              | 2:0              | 0:1              | 2:0            | 2:1           | 1:1          | 0:3           | 2:2              | 5:3               | 0:3                    | 3:0                    | 2:1            |                          | 2:0          |
| SV Göppingen             | 1:0          | 1:1 | 0:2          | 5:0             | 1:1              | 2:0              | 2:2              | 2:0            | 3:1           | 1:0          | 1:1           | 1:2              | 1:1               | 2:0                    | 2:0                    | 2:1            | 0:2                      |              |

## Stadien

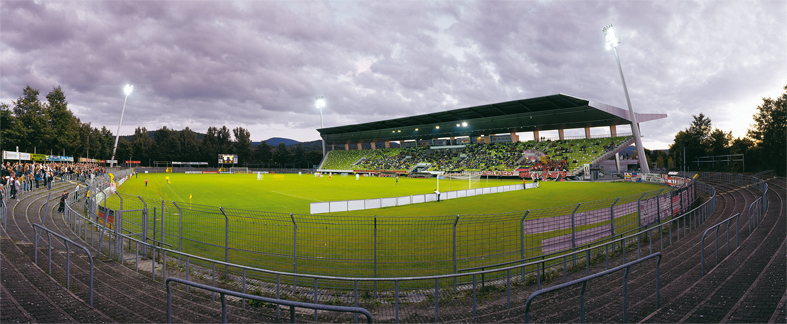
Stadion an der Kreuzeiche Reutlingen, größtes Stadion der Oberligasaison

| Name                            | Stadt                | Verein                   | Kapazität |
| ------------------------------- | -------------------- | ------------------------ | --------- |
| Stadion an der Kreuzeiche       | Reutlingen           | SSV Reutlingen 05        | 15.228    |
| Hardtwaldstadion                | Sandhausen           | SV Sandhausen II         | 15.000    |
| Walter-Reinhard-Stadion         | Sandhausen           | SV Sandhausen II         | 05.000    |
| Karl-Heitz-Stadion              | Offenburg            | Offenburger FV           | 15.000    |
| Holzhofstadion                  | Pforzheim            | 1. CfR Pforzheim         | 10.000    |
| BIZERBA-ARENA                   | Balingen             | TSG Balingen             | 08.000    |
| Ebra-Stadion                    | Ravensburg           | FV Ravensburg            | 07.000    |
| Sportzentrum Pichterich         | Neckarsulm           | Neckarsulmer Sport-Union | 06.000    |
| Möslestadion                    | Freiburg             | SC Freiburg II           | 05.400    |
| Wildparkstadion, Platz 2        | Karlsruhe            | Karlsruher SC II         | 05.000    |
| Waldstadion                     | Walldorf             | FC-Astoria Walldorf II   | 05.000    |
| Elzstadion                      | Mosbach-Neckarelz    | SpVgg Neckarelz          | 04.500    |
| Stadion Hohenstaufenstraße      | Göppingen            | SV Göppingen             | 04.500    |
| Kaiserstuhlstadion              | Bahlingen            | Bahlinger SC             | 04.000    |
| Sportgelände am Bruchwald       | Bietigheim-Bissingen | FSV 08 Bissingen         | 03.000    |
| Bechtle-Stadion auf dem Talberg | Karlsbad-Spielberg   | SV Spielberg             | 02.000    |
| Bezirkssportanlage Waldau       | Stuttgart-Degerloch  | Stuttgarter Kickers II   | 02.000    |
| Jako-Arena                      | Mulfingen-Hollenbach | FSV Hollenbach           | 01.500    |
| Waldsportplatz                  | Achern-Oberachern    | SV Oberachern            | 01.500    |

## Aufstiegsrunde zur Oberliga
Den letzten Aufstiegsplatz spielten die drei Vizemeister der Verbandsligen Baden, Südbaden und Württemberg aus. Dabei trafen zunächst der südbadische und badische Vizemeister in zwei Partien aufeinander, ehe der Sieger des Duells in zwei Spielen gegen den Vizemeister der Verbandsliga Württemberg den vierten Aufsteiger in die Oberliga ermittelte.
Folgende Vereine qualifizierten sich für die Aufstiegsrunde:
- Vizemeister der Verbandsliga Baden 2016/17: FV Fortuna 1911 Heddesheim
- Vizemeister der Verbandsliga Südbaden 2016/17: Freiburger FC
- Vizemeister der Verbandsliga Württemberg 2016/17: TSG Backnang 1919

|               | Gesamt |                            | Hinspiel (31.5.) | Rückspiel (3.6.) |
| ------------- | ------ | -------------------------- | ---------------- | ---------------- |
| Freiburger FC | 6:2    | FV Fortuna 1911 Heddesheim | 4:0 (3:0)        | 2:2 (0:2)        |

|                   | Gesamt |               | Hinspiel (10.6.) | Rückspiel (18.6.) |
| ----------------- | ------ | ------------- | ---------------- | ----------------- |
| TSG Backnang 1919 | 6:4    | Freiburger FC | 2:3 (1:2)        | 4:1 (2:1)         |